# Cedral, São Paulo
Cedral là một đô thị ở bang São Paulo của Brasil. Dân số năm 2004 ước tính là 7.211 người. 

### Thông tin nhân khẩu
Dữ liệu dân số theo điều tra dân số năm 2000
Tổng dân số: 6.700
- Dân số thành thị: 4.980
- Dân số nông thôn: 1.720
- Nam giới: 3.375
- Nữ giới: 3.325

Mật độ dân số (người/km²): 33,87
Tỷ lệ tử vong trẻ sơ sinh dưới 1 tuổi (trên một triệu người): 9,35
Tuổi thọ bình quân (tuổi): 75,15
Tỷ lệ sinh (số trẻ trên mỗi bà mẹ): 2,36
Tỷ lệ biết đọc biết viết: 90,36%
Chỉ số phát triển con người (HDI-M): 0,803
- Chỉ số phát triển con người - Thu nhập: 0,720
- Chỉ số phát triển con người - Tuổi thọ: 0,836
- Chỉ số phát triển con người - Giáo dục: 0,852

(Nguồn: IPEADATA)

### Các xa lộ
- SP-310